# La Musique du sang
La Musique du sang (titre original : Blood Music) est un roman de science-fiction de Greg Bear, publié en 1985.
Le roman fait suite à une nouvelle remarquée, Le Chant des leucocytes (Blood Music), publiée dans le magazine Analog Science Fact & Fiction. Cette nouvelle a été couronnée des prix Hugo de la meilleure nouvelle longue 1984 et prix Nebula de la meilleure nouvelle longue 1983. Le roman est un développement de cette nouvelle.

## Distinctions
L'ouvrage a été nommé pour le prix Nebula du meilleur roman, le prix Hugo du meilleur roman et le prix John-Wood-Campbell Memorial 1985, et pour le prix British Science Fiction 1986, sans néanmoins remporter ces prix.
En France, le prix Apollo 1986 lui a été attribué.

## Thématiques
Le roman traite de thèmes qui semblent fasciner tout particulièrement Greg Bear. En effet, dans son roman L'Échelle de Darwin puis Les Enfants de Darwin, l'auteur aborde encore des thématiques proches concernant les nanotechnologies, la biologie moléculaire, la génétique, les épidémies et l’évolution/mutation du corps humain.

## Résumé
Parce qu’il a mené des recherches secrètes sur les bio-chips, des ordinateurs biologiques vivants de la taille d’une cellule, Vergil Ulam, jeune et brillant généticien, est renvoyé de son laboratoire. 
Pour sauver le produit de son travail il s’injecte les précieuses cellules, croyant pouvoir facilement les récupérer. 
Mais celles-ci se multiplient, pervertissent peu à peu leurs congénères saines, finissent par remodeler tout son organisme. 
Et l’inquiétude naît quand il se rend compte que cette maladie intelligente se transmet à une vitesse fulgurante. Les États-Unis, et bientôt la planète entière, vont vivre une apocalypse inédite.